# Falconina albomaculosa
Falconina albomaculosa är en spindelart som först beskrevs av Schmidt 1971.  Falconina albomaculosa ingår i släktet Falconina och familjen flinkspindlar.
Artens utbredningsområde är Ecuador. Inga underarter finns listade i Catalogue of Life.